# Pedaria cambeforti
Pedaria cambeforti là một loài bọ cánh cứng trong họ Bọ hung (Scarabaeidae).